# Lugal Ki En
Lugal Ki En — третій студійний альбом американського дезкор гурту Rings of Saturn, альбом випущений 14 жовтня 2014 року. Продюсером став Бретт Ціамара зі студії Studio 344, яка знаходиться в місті Піттсбург, Пенсільванія. До запису також був запрошений Расті Куллі з Day Of Reckoning, автором обкладинки альбому став Марк Купер з Mind Rape Art, який також створив обкладинку до попереднього альбому. Також в записі альбому взяв участь Аарон Кітчер відомий ударник таких гуртів, як Infant Annihilator та Black Tongue.

## Сингли
- «Senseless Massacre»

(12 серпня 2014, на пісню
«Senseless Massacre» був відзнятий відеокліп)

## Композиції
| #     | Назва                                          | Тривалість |
| ----- | ---------------------------------------------- | ---------- |
| 1.    | «Senseless Massacre»                           | 3:34       |
| 2.    | «Desolate Paradise»                            | 3:25       |
| 3.    | «Lalassu Xul»                                  | 3:39       |
| 4.    | «Infused» (featuring Rusty Cooley)             | 3:21       |
| 5.    | «Fractal Intake» (Interlude)                   | 0:40       |
| 6.    | «Natural Selection»                            | 3:54       |
| 7.    | «Beckon»                                       | 3:28       |
| 8.    | «Godless Times»                                | 3:32       |
| 9.    | «Unsympathetic Intellect»                      | 4:06       |
| 10.   | «Eviscerate»                                   | 4:27       |
| 11.   | «The Heavens Have Fallen» (Instrumental)       | 6:51       |
| 12.   | «No Pity for a Coward» (Suicide Silence cover) | 3:30       |
| 44:34 |                                                |            |

## Учасники запису
Rings of Saturn
- Ян Бірер — вокал
- Лукас Менн — гітара, бас-гітара
- Джоуел Оманс — гітара

Запрошені
- Аарон Кітчер — ударні
- Расті Куллі — соло-гітарист в пісні Infused
- Бретт Ціамара — продюсер
- Марк Купер — обкладинка

## Чарти
| Чарт (2014)                          | Найвища позиція |
| ------------------------------------ | --------------- |
| США Billboard 200                    | 126             |
| США Independent Albums (Billboard)   | 27              |
| США Top Hard Rock Albums (Billboard) | 12              |
| США Top Rock Albums (Billboard)      | 41              |